# Triglycéride
Les triglycérides (aussi appelés triacylglycérols, triacylglycérides, TG ou TAG) sont des glycérides dans lesquels les trois groupes hydroxyle du glycérol sont estérifiés par des acides gras. Ils sont les constituants principaux des graisses animales, de l'huile végétale et des produits laitiers.
Les triglycérides sont les plus abondants des glycérides et se retrouvent dans tout le monde vivant. Ils constituent une forme de réserve. Ils sont source d’ATP par la libération des acides gras.
Ils sont principalement stockés dans le tissu adipeux (adipocytes).

## Structure chimique

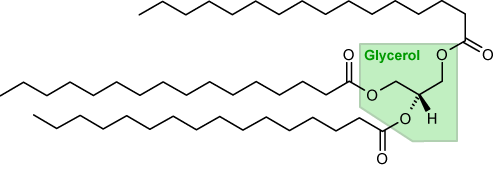
Un triglycéride, le tripalmitoylglycérol ou palmitine

La formule chimique générale des triglycérides est : 
```
CH
2
-OOC-R
1

|
CH-OOC-R
2

|
CH
2
-OOC-R
3
```

où R1, R2 et R3 sont des chaînes hydrogénocarbonées nommées résidus d'acides gras. Les trois résidus d'acides gras ne sont pas nécessairement les mêmes.
En effet, on distingue deux types de triglycérides : les triacylglycérols simples, composés des 3 mêmes résidus d'acides gras et les triacylglycérols mixtes, composés eux, d’au moins deux résidus d'acides gras différents. Par exemple, la tristéarine est composée de 3 résidus d'acides stéariques : c’est un triacylglycérol simple.
Le 1,2-distéaryl 3-palmityl glycérol est lui composé de 2 résidus d'acides stéariques (en C-1 et C-2) et d’un résidu d'acide palmitique (en C-3).
Dans les triglycérides, les résidus d'acides gras peuvent comporter de 4 à 22 atomes de carbone, mais celles de 16 et 18 atomes sont les longueurs les plus courantes. Des chaînes plus courtes se rencontrent dans le beurre par exemple (acide butyrique). Presque sans exception, les résidus d'acides gras naturels comportent un nombre pair d'atomes de carbone - du fait qu'ils sont bio-synthésisés à partir de l'acide acétique.
La plupart des corps gras naturels sont constitués d'un mélange complexe de triglycérides ; à cause de cela, ils fondent progressivement sur une large plage de température. Le beurre de cacao est atypique, car il est constitué principalement d'un seul triglycéride (composé de résidus d'acides palmitique, oléique et stéarique dans cet ordre) et a un intervalle de fusion (entre la fusion du premier et du dernier triglycéride) assez étroit (et donc le chocolat fond dans la bouche sans paraître graisseux).
Les triglycérides peuvent être saturés, monoinsaturés ou polyinsaturés. Ces termes désignent la saturation en hydrogène des résidus d'acides gras.

## Produits de dégradation en cas de radiolyse
Sous l'effet d'une forte exposition à une source radioactive (ou à une certaine gamme d'ultraviolets ; dans les courtes longueurs d'onde des UV-C), les triglycérides présents dans des échantillons de tissus vivants sont cassés (phénomène dit radiolyse) en sous-produits qui n'existent pas dans la nature (on parle alors de  « composés radiolytiques »). Ces composés appartiennent à la famille des alkylcyclobutanones (ou 2-alkylcyclobutanones ou 2-ACB) et en 2-tétradécylcyclobutanone (2-tDCB), qui sont de petites molécules organiques n'existant pas dans la Nature. Leur type et leur quantité varient, linéairement, en fonction de la teneur du produit en lipides d'une part, et de la dose d'irradiation ionisante et de la durée d'exposition d'autre part. Les types de 2-alkylcyclobutanones retrouvés diffère selon le type de triglycéride présents avant l'irradiation[réf. nécessaire]. Une certaine toxicité de ces molécules est suspectée et discutée car les résultats d'études sont parfois contradictoires. Pour l'être humain, en 2021, elles sont généralement considérée (par exemple selon des chercheurs de l'Institut de recherche énergétique et nucléaire du Brésil) comme acceptable (en termes de génotoxicité notamment) dans les produits irradiés s'ils l'ont été en tenant compte des recommandations en termes d'intensité et de durée de traitement.

## Rôle biologique
Ils jouent un rôle essentiel en étant une réserve d'énergie très importante (énergie grâce aux acides gras, réserve grâce au glycérol). Les triglycérides sont hydrolysables par les lipases : des acides gras peuvent  être libérés. De plus, les triglycérides sont une réserve d'énergie anhydre, donc il n'y a pas de surpoids pour l'organisme. Exemple : chez l'homme de 70 kg, il y a 7 kg de triglycérides, ce qui équivaut à 42 kg de glycogène. Une étude de 2025 portant initialement sur la paraplégie spastique familiale, une maladie rare, découvre que les neurones du cerveau utilisent également les triglycérides comme réserve d'énergie, fonctionnement qui est altéré dans ce type de maladie ; on pensait auparavant que les cellules du cerveau étaient les seules à ne pas puiser dans les triglycérides et consommaient surtout du glucose.
Cette réserve d'énergie est stockée dans les cellules adipeuses.
Ils ne peuvent pas être des lipides membranaires, car ils sont trop hydrophobes, contrairement aux phospholipides qui constituent les membranes plasmiques.

## Rôle dans les maladies

### Directives
Le dosage se fait classiquement par une prise de sang à jeun. Sa valeur reste effectivement sensiblement augmentée jusqu'à six heures après un repas normal mais elle ne dépasse pas de plus de 20 % de la valeur mesurée à jeun.
L'American Heart Association a établi les directives suivantes pour la triglycéridémie :
| Taux (mmol/l) | Interprétation                     |
| ------------- | ---------------------------------- |
| < 1,7         | Taux normal, risque le moins élevé |
| 1,70 - 2,25   | Élevé limite                       |
| 2,25 - 5,63   | Élevé                              |
| > 5,63        | Très élevé, risque accru           |

### Réduire la triglycéridémie
De l'activité cardio-vasculaire et des régimes pauvres, ou modérés, en glucides et riches en acides gras essentiels sont recommandés pour réduire la triglycéridémie. Si cela échoue, des médicaments à base de fibrates (et certaines statines) pour les cas les plus sévères sont enregistrés pour la réduction du taux de triglycérides. Il est alors recommandé une diète cétogène[réf. nécessaire].